# DJ TETSUYA,REQUEST MASTER
DJ TETSUYA,REQUEST MASTER（ディジェイテツヤリクエストマスター）は2005年4月2日にスタートしたNORTH WAVEのリクエスト番組。DJはテツヤ。NORTH WAVEとしては2年ぶりにオンエアーされるリクエスト番組だった。制作ディレクターはエニビーサウンズの川上氏（KWKMHRK）。2006年10月2日から月曜日から木曜 17:00 - 20:00（2006年9月28日までは16:00 - 19:00 JST）に放送時間を変更。2008年9月をもって番組は終了し、10月からはMASTER'S LOCKに移行した。

## コーナー
基本的にはリクエスト番組だが、次のようなコーナーもある。
- 17:00 五時神様
- リスナーから寄せられたどうにもならないような疑問を解決します。解答はちょっとねじ曲がってますが、そこが五時神様というキャラクター。
- 本日のテーマの発表、テーマをばっさり斬っちゃう、デジオが回答例を言う。
- 17:15 - 17:45 Coca-Cola CATCH THE GROOVE　
  - 海外エンターテイメント情報。またCATCH THE GROOVE会員と「メール早打ち選手権」などのゲームで勝者にはCATCH THE GROOVE袋がプレゼントされる。
- 18:15 - 18:35 MUSICIANS DELIGIT
  - ゲストコーナー。ゲストがいない場合はリクエストコーナーとなる。
- 18:35 - どっちがマスター（それまでは1日2回あったが、2007年10月からこの1回のみになる）
  - リスナーが電話でテツヤと対決するコーナー。リスナーが勝つと、リスナーのリクエストを無条件で流す。テツヤが勝つと、テツヤのリクエストを流す。対決のお題は、「アーティスト名しりとり」「8分の1ニャーゴ」「NOT NUMBER」「面白いのはどっち?」「ボイスバトル」の中から無作為に出題される（2008年4月現在）が、木曜のみリスナーがお題を選べる。2008年3月で「スピードスリー」「ハナウタマスター」、及び2007年9月で「双六マスター」「褒めトロダクション」「リリックマスター」が打ち切り、2006年3月までイントロクイズ「イントロマスター」があったが、問題の難易度がリスナーに判ってしまい「リリックマスター」に変更。
- 木曜 18:00 - 18:10 4pla REAL-EYES EXPRESS
  - 札幌の表現者を応援するコーナー。SAPPORO REAL-EYESの兄弟番組。SAPPORO REAL-EYESは、音楽に重点を置いているが、このコーナーはアートやファッションなどに重点を置いている。
- 19:00 -  FOOTBALL CHANNEL
  - 海外サッカーニュースやサッカー選手をfeaturing。「竹田クリステル」や「竹田芭蕉」、「ムーディ竹田」などその都度なりきりキャラが、未来ニュースや口説き法を説く。
- 木曜 19:15 - 19:25 RADIO FLYING POSTMAN
　今月のフリーペーパー"FLYING POSTMAN"の紹介等。

以前あった企画
- UNITED CINEMAS RADIO-SPICE
  - UNITED CINEMASのスタッフと電話をつなぎ、映画情報を紹介。
- MASTER CUP
  - 番組が選んだ5つの曲のうち、リスナーが一番聞きたい曲を投票して選ぶコーナー。投票して1位になった曲は、フルで流し、1位の曲に投票したリスナーの中から抽選で、オリジナルグッズがもらえる。（2006年10月終了）
- Coca-Cola POWER SPORTS
  - 毎日のスポーツ情報を伝えるコーナー。所々にリクエストも流す。FRIDAY GROOVIN'との共通コーナー。
- an STREET MIX
- HAKODATE SOUND CRUISE～Monday Edition～（2006年10月終了）
- Vodafone MAIL MASTER
  - 携帯を使って遊ぶコーナー。毎回、普通手に入らなさそうなアーティストグッズが、賞品としてもらえる。コーナーは、メール早打ち、メールで運試し、名言募集、などなど。木曜日限定企画。（2005年12月終了）